# 儒勒·马斯内
儒勒·埃米尔·弗雷德里克·马斯内（法語：Jules Émile Frédéric Massenet；1842年5月12日—1912年8月13日），法国作曲家，音乐教育家。最出名的是他的歌剧，他写了三十多首。上演最频繁的两部是《玛侬》（Manon）（1884）和《维特》（Werther）（1892）。他还写了清唱剧，芭蕾舞，管弦乐作品，偶然写一些钢琴曲，歌曲和其他音乐。
在他去世的时候，马斯内被许多评论家认为是老式的，没有冒险精神，尽管他的两部最着名的歌剧在法国和海外仍然流行。经过几十年的疏忽，他的作品在二十世纪中期开始受到有利的重新评估，其中许多已经上演和录制。虽然批评家并不把他排在少数杰出的歌剧天才，如莫扎特，威尔第和瓦格纳，他的歌剧现在被广泛接受为美好年代的精心制作和智能产品。

## 生平
马斯内生于卢瓦尔省附近的小城镇，父亲是高级工程师。他从小显露出在音乐上的天赋，11岁时进入巴黎音乐学院。在那里他师从于他非常钦佩的昂布鲁瓦·托马斯。在1863年毕业时赢得了国家最佳音乐奖——罗马大奖（Prix de Rome）之后，他在许多流派中大量创作，但很快以他的歌剧闻名于世。1867年和他逝世45年后，他写了四十多部风格各异的作品，从歌剧院到古典神话，浪漫喜剧，抒情电视剧，以及清唱剧，歌颂和芭蕾舞剧。马斯内对戏剧和巴黎公众的成功有了很好的认识。尽管出现了一些错误的预计，但他在19世纪末和20世纪初的时候创造了一系列的成功，使他成为法国歌剧的主要作曲家。
像许多当时着名的法国作曲家一样，马斯内特成为音乐学院的教授。他从1878年到1896年教导了他的作品，于指挥昂布鲁瓦·托马斯去世后辞职。他的学生包括古斯塔夫·夏庞蒂埃，欧内斯特·肖松，雷纳尔多·哈恩和加布里埃尔·皮埃内。1878年被选为法兰西学院院士，1899年荣获二级勋位。

## 作品節選
- 玛侬（Manon），1884年
- 维特（Wether），1892年
- 希罗迪亚（Hérodiade），1881年
- 黛依丝（英语：Thaïs (opera)）（Thaïs），1894年[註 1]
- 灰姑娘（英语：Cendrillon (Massenet)）（Cendrillon），1899年
- 堂吉诃德（Don Quichotte），1910年

## 軼事
- 中国上海市思南路（原法租界马斯南路）即为纪念马斯内而得名。[1]